# Wikipedia tiếng Ireland
Wikipedia tiếng Ireland là phiên bản tiếng Ireland của Wikipedia, được điều hành bởi Wikimedia Foundation và được thành lập vào tháng 10 năm 2003. Đến ngày 16 tháng 8, năm 2008, nó đã có 7.509 bài viết, điều này khiến nó trở thành phiên bản Wikipedia lớn thứ 93 về số lượng bài viết.